# مديرية ملحان

تعديل مصدري - تعديل

مديريه ملحان من المناطق السياحية الجميلة في محافظه المحويت في اليمن، من حيث مرتفعاتها ومدرجاتها الزراعية وحصونها التاريخية.
ملحان: (بكسر الميم وسكون اللام الممدودة) إحدى مديريات محافظة المحويت، وتقع في الجزء الغربي منها على قمة جبل شامخ العلو في ارتفاعاته الشاهقة، وتتميز ملحان بطبيعة جبلية عجيبة وبديعة إلى جانب ما تزخر به من المواقع الكثيرة والآثار الهامة مما يجعلها تعد من أهم المناطق اليمنية من الناحيتين الأثرية والسياحية، حيث تشكل هذه المديرية محمية سياحية متكاملة للسياحة الطبيعية والبيئية والأثرية.
وتقدر مساحة المديرية ب320 كم مربع يحدها من الشمال مديرية حفاش ومن الجنوب مديرية الضحي محافظة المحويت ومديرية بني سعد ومن الغرب مديريتا الزيدية والمغلاف محافظة الحديدة وتتكون المديرية من 20 عزلة هي (الروضة، قبلة ملحان، الشجاف، الشمارية، عزلة العصافرة (المحويت)، باحش، بني علي، بني مليك، المعازبة، همدان، هباط، العمارية، بدح، جبع، الشماسنة، الشعاب، العسوس، بني وهب، الغزاونة، بني العصيفري) ويقع مركز المديرية في محل بني حجاج عزلة الروضة ويقدر عدد سكان المديرية بموجب تعداد 2004م حوالي (89.224) نسمة، ويعتمد معظم السكان على النشاط الزراعي وتربية الثروة الحيوانية والنحل.
ويسمى جبل ملحان (ريشان) نسبة إلى رشا وهو الحبل الخاص بدلو الماء فهناك جبل يسمى (المركع) كان لا يصعد إليه إلا بواسطة الحبل (الرشا) إلى عهد قريب جداً حيث تم شق خط للمشاة والدواب في الثمانينات، وسمي بملحان نسبة إلى رجل من حمير قيل هو من أقيالها وهو ملحان بن عوف بن مالك بن زيد بن سدد بن زرعة وينتهي نسبه إلى حمير الأصغر.
ولملحان أبنان أحدهما ريب والآخر مالك، لا يزال اسم مالك يطلق على حصن في جبال ملحان يقال له قرن مالك، وقد تكلم المؤرخون عن ملحان وعن مآثره في العديد من الكتب التاريخية والمراجع القديمة، حيث أورد لسان اليمن أبو الحسن الهمداني ذكر ملحان في كتابه صفة جزيرة العرب، والإكليل في أكثر من موضع وعددّه من الجبال، ومن الحصون المنيعة الشهيرة في جبال السراة ومنها ريشان أي ملحان، واعتبره من الجبال التي في رؤوسها المساجد الشريفة في اليمن حيث قال: بعد أن عدد المساجد الشريفة ومواقعها، بأن أعلى ريشان وهو جبل ملحان بن عوف بن مالك الخ مسجداً هو ما يعرف الآن بالصفة رأس جبل شاهر والمتواتر لدى الناس أنه بني على يد أحد الصحابة الكرام في عهد النبي صلى الله عليه وسلم.
وعند ذكر الهمداني للمسنمة من الجبال ذكر منها جبل ملحان وعدَّه أيضاً من الجبال اللواتي في رؤوسها الآبار والمساني، هو وجبل حفاش وجبل ذخار (كوكبان) وأنه من الجبال التي يرى وينظر منها مسيرة خمسة أيام هو وذخار كوكبان فقط قلت وعلى هذا فقد تفرد ملحان على بقية الجبال بالسراة بمميزات عدة نذكر منها أنه من الجبال المسنة دون ذوات الطفاف والثانية كونه من الشوامخ التي في رؤوسها المساجد الشريفة، وهي تسعة في اليمن منها رأس جبل ملحان (شاهر).
والثالثة أنه من الحصون المشهورة ومن الجبال التي ينظر منها عن مسيرة (خمسة) أيام بالعين المجردة لشموخه وعلوه عن سطح البحر، قال الهمداني عن مآثر جبال السراة وفي هذا النهج من المساجد الشريفة ثم عددها مبتدأ بمسجد معاذ بن جبل في الجند إلى أن قال ومسجد شاهر في رأس جبل ملحان، وشاهر قرن أي حصن في رأس جبل ملحان فيه تسع وتسعون عيناً من الماء وهو مسجد شريف وعلى كل حال فإن جبال ملحان قديمة قدم التاريخ ولها ذكر في كتب التاريخ ذكر المؤرخون ان ذي يزن أبو الملك سيف بن ذي يزن حين تغلب على الاحباش تحصن بجبل ملحان وكانت له رئاسة حمير، وهنالك وادي في ملحان اسمه وادي سيف وحصن يسمى حصن قرن سيف نسبة إلى الملك سيف.
قال ياقوت الحموي في كتابه معجم البلدان: (وملحان من معاقل العرب في الجاهلية والإسلام) والحال ان جبل ملحان واسع مترامي الأطراف ومتسع، كثير الشعاب والوديان والغابات متنوع النباتات والأشجار، وبأرضه خصوبة عالية، وفي أهله ذكاء فطري ويكثر في ملحان الغيول والعيون والشلالات، خاصة أثناء مواسم الأمطار ومعظم الغيول والعيون تنبع من جوانب أصل جبل شاهر المتدفقة في عزل باحش وبني شعيب والشرقي وبني وهب وحبش القبلة وغيرها حيث منبع الجميع.أصل جبل شاهر وإن كان في جبال ملحان وعورة في التضاريس والمسالك والطرقات لطبيعتها الجغرافية إلا أنها عبارة عن حدائق معلقة.
وهناك بعض مقاطع الفيديو للمديرية التي اضيفت بواسطة يوسف العسيري فيديوانقرهنا مديرية ملحان  على فيسبوك.
حصون وآثار، كما ان هناك العديد من الصفحات التي تهتم بأبراز الصورة الحقيقية لملحان من اهمها صفحة ملحان..عبق التاريخ وسحر الطبيعة لمشاهدة الصفحةانقرهنا  على فيسبوك.
1 - حصن شاهر: ويقع في أعلى قمة جبل ملحان على ارتفاع نحو (3000) متر عن سطح البحر وذلك في منطقة شديدة الوعورة وبالغة الارتفاع ويتكون هذا الحصن من ساحة مكشوفة عليها بقايا ابنية حجرية مهدمة في الجهة الشرقية بها احجار كثيرة مربعة الشكل ومنفصلة عن بعضها البعض وفي الجهة الجنوبية من الحصن توجد بقايا الأبنية الخاصة بالمسجد الشريف الذي ذكره الهمداني في كتابه (صفة جزيرة العرب) أما في الجهة الشمالية من الحصن فتوجد كتل معمارية مربعة الشكل تسمى بتربة علي عيسى ويحتل الجزء الأكبر من قمة الحصن ساحة مستطيلة على هيئة مسطبة للخيل والدواب، استخدمت في فترة لاحقة مكاناً لصلاة الاستسقاء ويتخلل الطريق الواقعة بين حصن شاهر وحصن الخضيع بقايا لمباني كثيرة مهدمة وجروف صخرية بها مقابر قديمة ترجع إلى فترة ما قبل الإسلام.
2 - حصن الصباحي: وهو أحد الحصون المنيعة والمحكمة والعسيرة المرتقى الموجودة في ملحان، ويسمى بجبل الطوق بن الصباح الحميري، وهو حصن منيع يطل على تهامة استخدم في العهد الرسولي وما قبله كقلعة حربية لصد الغزاة.
3 - حصن الخفيع: وقد ورد ذكر هذا الحصن في العديد من المصادر التاريخية بأنه واحد من الحصون المنيعة والمحكمة، والتي كان بها العديد من المعاقل والحصون والمساجد المشيدة في أعلى القمم وبأنه استخدم كمركز للحاميات العسكرية العثمانية.
4 - حصن عكيبر: ويقع في أعلى مرتفع صخري شاهق مطل على مركز بني الحجاج وسوق الخميس ويتألف من مجموعات معمارية عديدة إضافة إلى بقايا لمباني مهدمة وشفافات متناثرة من الفخار موجودة في الجهة الجنوبية الغربية من الحصن ويوجد على مدخل الحصن كتابة مؤرخة للحصن بأنه بني في الفترة من 1361ه - 1377 ه، بينما تدل البقايا المتناثرة من تلك المباني المهدمة المشار إليها بأن الحصن الحالي شيد على أنقاض حصن قديم شيد في العصور الغابرة.
يعود حصن الصبر او ما يسمى جبل الأخضر إلى 800 قبل الميلاد حيث المباني الشاهقة والكتل الصخرية الضخمة التي تزن ثلاثة اطنان في حجر الأساس للمبنى الواحد من الغريب على تلك الصخور في أعالي القمم
ومن الحصون والقلاع الحربية الأثرية والتاريخية الموجودة في مديرية ملحان (حصن جبل مردع في جهش عزلة القبلة، حصن قشيبة في القبلة آيضاً، حصن مخبان، حصن الأصابع، حصن المقيوم، حصن مالك، حصن قرن غراب بعزلة جبع، حصن قرن عوف والذي ينسب إلى العوف بن مالك وأبو ملحان وحفاش، حصن جبل مصعب ابن مالك بن ملحان ويقع في عزلة جبع ملحان، حصن غرافة عالية وكان مركزاً للحامية العثمانية على جحدر وعماشة، حصن الساعد في عزلة بدح، الحصن اليماني، حصن قرن حميد، حصن الشجاف)
5 ـ حصن الصائغ المطل على باحش والذي تم تشييده في العام 896 للهجره
مساجد أثرية
يوجد بملحان عدة مساجد منها ما يعود بناؤها إلى عهد النبي صلى الله عليه وسلم على يد أحد الصحابة الكرام هو مسجد (شاهر) الذي ذكره الهمداني وعدد من المساجد الشريفة، وهذا المسجد حالياً مندثر لم يبق به إلا بعض اثر دالاً عليه وهو ما يسمى اليوم بالصفة المباركة في شاهر. ومنها ما يعود بناؤه إلى القرن الثاني الهجري والرابع الهجري والخامس، مثل مسجد عنامة ومسجد بارق المطر بعزلة بني وهب، ومسجد المحارث ومريخة بعزلة القبلة، وهما مندثران ومساجد جبل الدوم من عزلة جبع، فهي من المساجد القديمة وتبلغ مساجد ملحان سبعمائة مسجد تقريباً ما بين قائم ومندثر.
الأسواق
بملحان عدة أسواق أسبوعية يتسوقها الناس وتعتبر مواعيد التقاء اسبوعية للنشاط الاقتصادي وتبادل المنافع، وتجد أهل ملحان يرفدون هذه الأسواق بمنتوجاتهم ومنها(سوق الخميس، سوق الولجة ويوم وعده الأحد، سوق العرجين)

## روابط خارجية
- http://www.almhweet.gov.ye/Almahweet-Malhan.htm